# 尼爾吉里斯縣

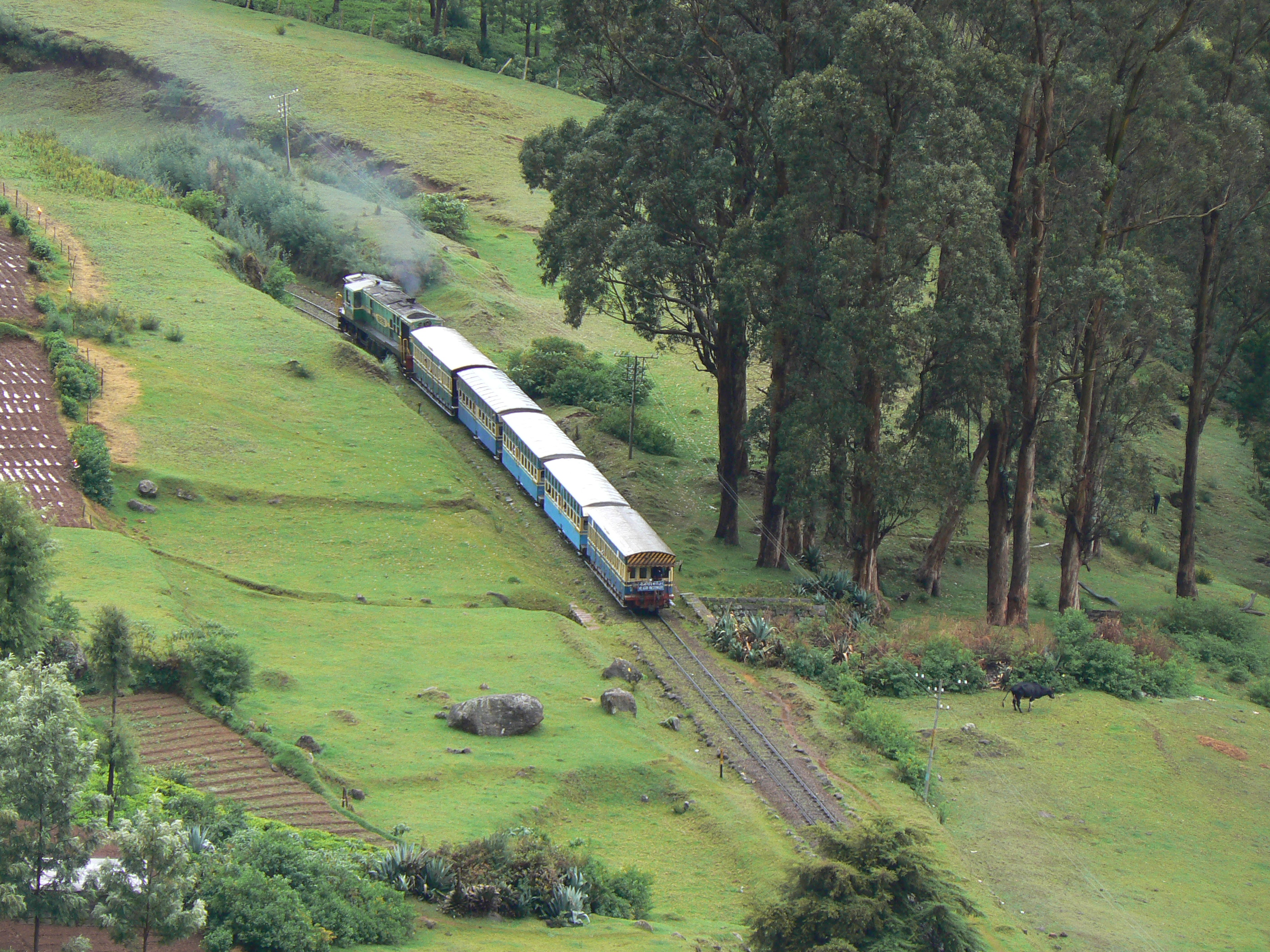

尼爾吉里斯縣是印度的一個縣，位於該國南部，由泰米爾納德邦負責管轄，面積5,352平方公里，每年平均降雨量3,520毫米，識字率為80.01%，2011年人口735,071，人口密度每平方公里137人。
生產著名的藍山紅茶。

## 外部連結
- The Nilgiris District （页面存档备份，存于）

11°24′N 76°42′E / 11.400°N 76.700°E